# Gabrielle Soumet
Gabrielle Soumet, ou Gabrielle d'Altenheim, née le 17 mars 1814 et morte le 16 mai 1886, est une poétesse et écrivaine féministe française.

## Biographie
Gabrielle Soumet nait le 17 mars 1814 à Paris.
Son père est Alexandre Soumet, poète et auteur dramatique très connu au XIXe siècle.
Elle épouse en 1834 Beuvain d'Altenheim.

## Carrière littéraire
En 1838 elle écrit Les nouvelles filiales signant avec le nom de Gabrielle Altenheim. Le Théâtre-Français joue sa tragédie, écrite avec son père, 
Engagée dans le journal féministe La voix des femmes, elle signe avec les initiales G.S, ce qui lui attire la critique de vouloir usurper de la notoriété de George Sand,. Elle est membre du Club des femmes avec Eugénie Niboyet.
En 1844, elle écrit Jane Grey, une tragédie en 5 actes avec son père qui est présentée au théâtre de l'Odéon le 5 mars 1844. Par la suite elle écrit surtout des recueils de  poèmes.

## Œuvres
- Les Filiales, recueil de poèmes, 1836
- Le Gladiateur, tragédie, avec Alexandre Soumet, 1841[8].
- Le Clône du roi, avec Alexandre Soumet, 1841.
- Jane Grey, avec Alexandre Soumet, tragédie, 1844.
- Berthe Bertha, poème, 1843.
- Le siècle de Lamartine[9].
- Récits de l'Histoire d'Angleterre, 1856.
- Récits de l'Histoire d'Espagne.
- Les Marguerite de France
- La Croix et la Lyre (1858)
- Les Quatre Siècles littéraires (1859)[10].
- Dieu pardonne.
- Journal des jeunes personnes.